# Pegaspargasa
La Pegaspargasa, conocida por el nombre comercial Oncaspar, es una enzima modificada que se utiliza como agente antineoplásico. Es una variedad de L-asparaginasa a la que se le ha efectuado un proceso de PEGilación (se le ha añadido covalentemente polímeros de polietilenglicol).
Se utiliza en el tratamiento de la leucemia linfoblástica aguda.